# خط بازار اوراق بهادار

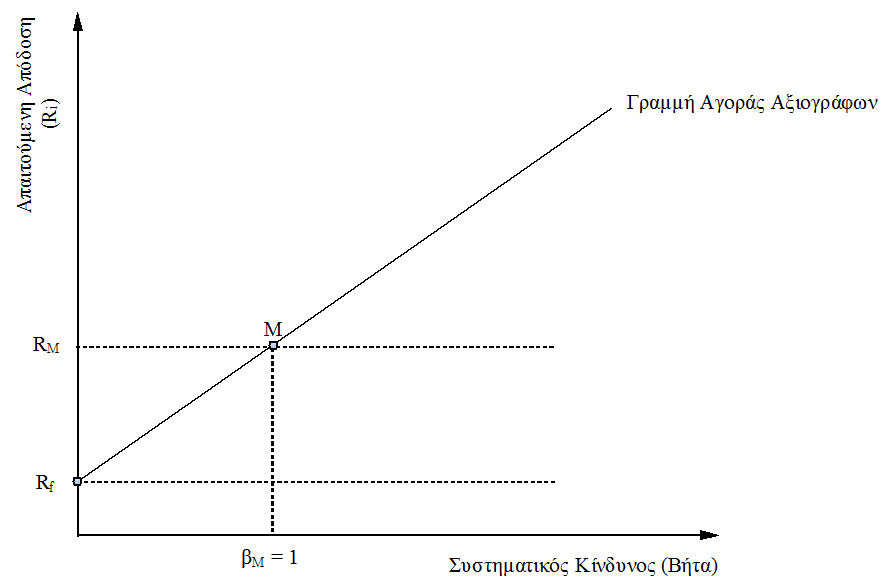
نمونه‌ای از خط بازار اوراق بهادار

خط بازار اوراق بهادار (به انگلیسی: Security market line) نشان‌دهنده مدل قیمت‌گذاری دارایی‌های سرمایه‌ای است، که از مفاهیم قابل آزمون نظریهٔ بازار سرمایه می‌باشد. این نظریه رابطه بین بازده مورد انتظار یک دارایی، با ریسک آن را تعریف می‌کند. تنها ریسک سیستماتیک، یعنی بخشی از خطر که از طریق تنوع بخشیدن به سبد دارایی قابل کاهش نیست، در برآورد قیمت سرمایه‌گذاری مورد نظر قرار گرفته می‌شود. 

با تکیه بر مفروضات خط بازار اوراق بهادار یا الگوی قیمت‌گذاری دارایی سرمایه‌ای، به ترتیب زیر استخراج می‌شود:
{\displaystyle \mathrm {SML} :E(R_{i})=R_{f}+\beta _{i}[E(R_{M})-R_{f}]\,}
که در آن:
(E(Ri: بازده مورد انتظار دارایی iام.
(E(RM: بازده مورد انتظار سبد دارایی بازار.
β: ریسک سیستماتیک
RM: ریسک بازار.
Rf: نرخ ریسک.